# Фокси Браун
Инга Декарло Фънг Маршан (на английски: Inga DeCarlo Fung Marchand), по-известна като Фокси Браун (на английски: Foxy Brown), е американска рапърка и актриса.

## Биография
Фокси Браун е родена на 6 септември 1978 г. Истинското ѝ име е Инга Декарло Фънг Маршан. Има тринидадски и китайски произход.

## Дискография

### Студийни албуми
- Ill Na Na (1996)
- Chyna Doll (1999)
- Broken Silence (2001)
- Brooklyn's Don Diva (2008)

### Сингли
- Get Me Home (1996)
- I'll Be (1997)
- Big Bad Mamma (1997)
- Hot Spot (1998)
- JOB (1999)
- I Can't (1999)
- B.K. Anthem (2001)
- Oh Yeah (2001)
- Candy (2001)
- Stylin (2002)
- I Need A Man (2003)
- Magnetic (2003)
- Come Fly with Me (2005)
- We Don't Surrender (2007)
- When the Lights Go Out (2007)
- Star Cry (2008)
- U Ain't Ruff Enough (2011)

## Филмография
| Година | Заглавие      | Роля     |
| ------ | ------------- | -------- |
| 1998   | Woo           | Годеница |
| 2004   | Fade to Black | Себе си  |